# الدوري التشيلي لكرة القدم 1934
الدوري التشيلي لكرة القدم 1934 (بالإسبانية: Primera División de Chile 1934)‏ هو الموسم 2 من الدوري التشيلي لكرة القدم. كان عدد الأندية المشاركة فيه 12، وفاز فيه ديبورتيس ماجالانز.